# Денис Хейсбърт
Денис Декстър Хейсбърт (на английски: Dennis Haysbert) (роден на 2 юни 1954 г.) е американски актьор. Познат е с ролите си на Педро Серано във филма „Професионална бейзболна лига“, президент Дейвид Палмър в сериала „24“ и старшина Джонас Блейн в сериала „Звеното“.